# Crkva Uznesenja Blažene Djevice Marije (Zlatar)
Crkva Uznesenja Blažene Djevice Marije je rimokatolička crkva u gradu Zlataru.

## Opis
Današnja crkva rezultat je dviju pregradnji starije crkve iz 17. stoljeća: prve iz 18. stoljeća, kada je dogradnjom tornja, broda, sakristije i dvije bočne kapele crkva dobila oblik grčkog križa što je njezina posebnost te druge velike obnove pod vodstvom Hermana Bolléa u 19. st. prilikom koje je srušena stara sakristija s južne te sagrađena nova na sjeveru i kada su prigrađene prostorije sa svake strane ulaza u crkvu. Unutrašnjost crkve oslikana je prizorima iz Marijinog života koje je 1934. izveo J. Andres. Inventar je iz 18. i 19. stoljeća od čega je najvredniji zrelobarokni glavni oltar J. Holzingera, koji ide u red najistaknutijih djela baroknog kiparstva Hrvatskog zagorja.

## Zaštita
Pod oznakom Z-2220 zavedena je kao nepokretno kulturno dobro - pojedinačno, pravnog statusa zaštićena kulturnog dobra, klasificirano kao "sakralna graditeljska baština".